# Pickelbjörnbär
Pickelbjörnbär (Rubus mucronulatus) är en rosväxtart som beskrevs av Alexandre Boreau. Pickelbjörnbär ingår i släktet rubusar, och familjen rosväxter. Inga underarter finns listade i Catalogue of Life.